# Joan Lezaud
Joan Lezaud (* 6. November 1985 in Arcachon) ist ein ehemaliger französischer Squashspieler. 

## Karriere
Joan Lezaud spielte von 2005 bis 2014 auf der PSA World Tour und sicherte sich in dieser Zeit auf der Tour einen Turniersieg bei insgesamt vier Finalteilnahmen. Seine höchste Platzierung in der Weltrangliste erreichte er mit Position 97 im November 2013. Im Einzel stand er 2014 im Hauptfeld der Europameisterschaft und schied dort im Achtelfinale gegen seinen Landsmann Grégoire Marche aus.
Nach seiner Spielerkarriere begann er eine Laufbahn als Trainer. Nach Stationen als Nationaltrainer in El Salvador und Costa Rica war er mehrere Jahre in Guatemala als Nationaltrainer tätig. Aktuell ist er Trainer in Tschechien.

## Erfolge
- Gewonnene PSA-Titel: 1